# Bob Ezrin
Robert Alan "Bob" Ezrin (Toronto, Canadá, 25 de marzo de 1949) es un músico y productor canadiense. Saltó a la fama en las décadas de 1970 y 1980, como productor de álbumes de Alice Cooper, Pink Floyd, Lou Reed, Kiss, Peter Gabriel y posteriormente en la década de 1990 para Héroes del Silencio. 
El disco más famoso que ha producido es The Wall de Pink Floyd. Su estilo de producción tiende a utilizar arreglos técnicos de la música clásica. 
Ezrin fue galardonado con un Premio Juno, y fue incluido en el Canadian Music Hall of Fame, en 2004.

## Discografía

### Álbumes producidos (parcial)
- 30 Seconds to Mars
  - 30 Seconds to Mars - (2002)

- Alice Cooper
  - Love It to Death - (1971)
  - Killer - (1971)
  - School's Out - (1972)
  - Billion Dollar Babies - (1973)
  - Welcome to My Nightmare - (1975)
  - Alice Cooper Goes to Hell - (1976)
  - Lace And Whiskey - (1977)
  - The Alice Cooper Show - (1977)
  - DaDa - (1983)
  - Brutal Planet - (2000)
  - Dragontown - (2001)
  - Welcome 2 My Nightmare - (2011)

- Army of Anyone
  - Army of Anyone - (2006)

- Catherine Wheel
  - Adam and Eve - (1997)

- David Gilmour
  - About Face - (1984)

- Deep Purple
  - Now What?! - (2013)
  - Infinite - (2017)
  - Whoosh! - (2020)
  - Turning To Crime - (2021)

- Deftones
  - Saturday Night Wrist - (2006)

- Hanoi Rocks
  - Two Steps From the Move - (1984)

- Escape From Earth
  - Three Seconds East - (2004)

- Héroes del Silencio
  - Avalancha - (1995)

- Bonham
  - The Disregard of Timekeeping - (1989)

- Hurricane
  - Over the Edge - (1988) (coproducido por Mike Clink)

- Jane's Addiction
  - Strays - (2003)

- The Jayhawks
  - Smile - (2000)

- Kansas
  - In the Spirit of Things - (1988)

- The Kings
  - The Kings Are Here - (1980)
  - Amazon Beach - (1981)

- Kiss
  - Destroyer - (1976)
  - Music from "The Elder" - (1981)
  - Revenge - (1992)

- Kula Shaker
  - Peasants, Pigs & Astronauts - (1999)

- Lou Reed
  - Berlin - (1973)

- Nine Inch Nails
  - "The Fragile" - (1999) (Asistente de secuencias)

- Our Generation
  - Our Generation - (1971)

- Peter Gabriel
  - Peter Gabriel (I) - (1977)

- Pink Floyd
  - The Wall - (1979) (coproducido con David Gilmour, Roger Waters y James Guthrie)
  - A Momentary Lapse of Reason - (1987) (coproducido con David Gilmour)
  - The Division Bell - (1994) (coproducido con David Gilmour)

- Robin Black
  - Instant Classic - (2005)

- The Villebillies
  - "Greatest Moment" -single - (2006)